# Ионный компрессор
Ионный жидкостный поршневой компрессор, ионный компрессор или ионный жидкий поршневой насос — это разновидность поршневого компрессора для газов, в котором используется ионный жидкий поршень вместо металлического.

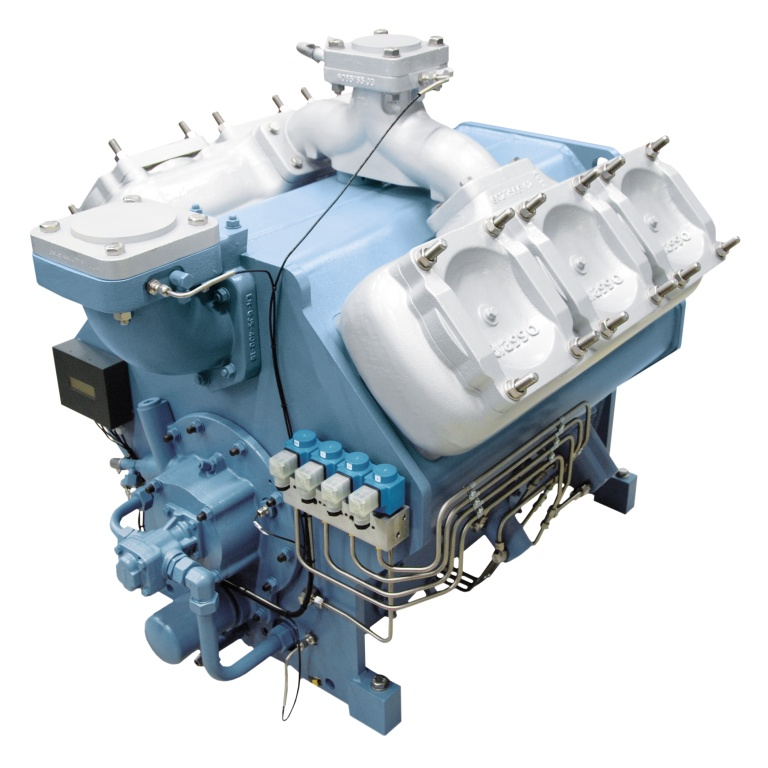
Ионный компрессор фирмы Piston

## Принцип действия
В ионном компрессоре используются два свойства ионных жидкостей — чрезвычайно низкое давление пара и большой температурный диапазон, при котором они находятся в жидкой фазе. Всё это сочетается с низкой растворимостью газов в них (например, водорода). Данные свойства позволяют их применять для сжатия водорода до 1000 бар в водородных заправочных станциях, а также для некоторых других газов. Так, например, ионный компрессор фирмы The Linde Group сократил количество движущихся частей примерно с 500 в обычном поршневом компрессоре до 8. Многие уплотнения и подшипники были удалены из первоначальной конструкции поршневого насоса, поскольку ионная жидкость не смешивается с газом. Срок службы ионного компрессора примерно в 10 раз больше, чем у поршневого, при этом увеличивается срок эксплуатации между регулярным техобслуживанием, а энергозатраты при сжатии снижаются на 20 %. Из-за того, что ионные жидкости обладают хорошей теплопроводностью, отпадает надобность использовать теплообменники, которые необходимы в обычных поршневых компрессорах — тепло, образующееся при сжатии и трении, отводится из самого цилиндра непосредственно жидким «поршнем». КПД ионных компрессоров приближается к 100 %, а потери энергии связаны лишь с незначительным трением движущихся частей.

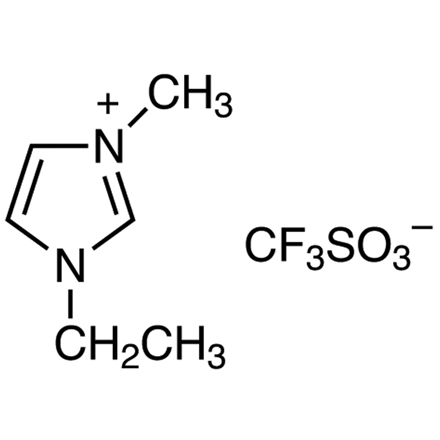
Типичное соединение, используемое в ионных компрессорах — трифторметансульфат 1-этил-3-метилимидазола

Не следует путать ионный компрессор с ионным насосом или кольцевым насосом для ионной жидкости.

## История

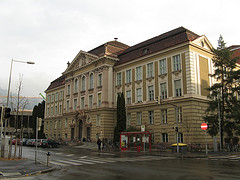
Леобенский университет

Вышеупомянутая фирма The Linde Group занимается как разработкой более эффективных ионных компрессоров, так и испытанием новых ионных жидкостей для нужд водородной энергетики.
После возобновления интереса к ионным жидкостям, компания Proionic (предприятием в дополнительном центре ZAT Center for application Technology при Леобенском университете)  также проводила исследования, по результатам которой на Zemships была продемонстрирована система ионных компрессоров для сжатия газообразного водорода.

## Достоинства
- Высокий КПД (приближается к 100 %) вследствие малого количества трущихся деталей.
- Благоприятный температурный режим для камеры сжатия вследствие эффективной теплоотдачи.
- Высокая химическая стабильность «поршня» в виде жидкости увеличивает срок эксплуатации наиболее подвижной части.
- Для сжатия газообразного водорода наиболее предпочтителен, поскольку классические материалы, из которых изготавливают поршень и цилиндр, представляют собой металлические сплавы, в той или иной мере растворяющие в себе водород (см. растворимость водорода в металлах).

## Недостатки
- Вследствие того, что ионные жидкости проявляют коррозийную активность[3], а они непосредственно контактируют со стенками цилиндра, то повышаются требования к материалу цилиндров, что может привести к существенному удорожанию конструкции.
- Ионные жидкости являются сравнительно дорогим материалом, сложным в получении, а также имеют некоторые особенности в эксплуатации и особенно утилизации.
- При авариях ионного компрессора есть вероятность попадания ионных жидкостей в окружающую среду, что может быть потенциально опасно.